# De musica (Augustinus von Hippo)
De musica ist eine Schrift, die Augustinus von Hippo nach seiner Taufe etwa 389 n. Chr. in Tagaste über verschiedene Aspekte der Musik in lateinischer Sprache verfasste.

## Zielsetzung und Quellen
In seiner frühen Schrift De Ordine stellt Augustinus einen Katalog von Wissensgebieten (lateinisch disciplina) auf, die dem Menschen die Vernunft ermöglichen und die zum Erfassen und Leben der christlichen Lehre wichtig seien. Einen solchen Katalog gibt es in ähnlicher Form bereits bei Marcus Terentius Varro, aber auch bei weiteren antiken Schriftstellern. Augustinus bringt ihn jetzt in Verbindung mit der Erziehung zum Christentum. Von diesen disciplinae hat er – wie er später schreibt – die Grammatik und einen Teil der Musik fertiggestellt, die anderen nur angefangen. Lediglich die Schrift De musica hat überdauert.
Das Werk gliedert sich in sechs Bücher, von denen das letzte eine Sonderstellung einnimmt. Buch 1–5 sind in der antiken Welt beheimatet, Poesiezitate sind von römischen Autoren wie Horaz und Vergil gewählt, die musikalischen Definitionen ähneln denen von Censorinus und Aristeides Quintilianus, wenn dieser als griechisch schreibender Autor auch nicht als direkte Quelle in Frage kommt. In Buch 6 qualifiziert Augustinus jedoch seine vorhergehenden Bücher als Kindereien (puerilia) ab und entwickelt neue Gedanken, in denen er die Musik mit der Philosophie, der Metaphysik, ja der vollkommenen Schönheit Gottes verbindet. Die Beispiele sind ausschließlich dem christlichen Bereich entnommen.

## Die sechs Bücher
Die Bücher sind als Lehrer-Schüler-Dialog gestaltet. Lediglich in Buch VI überwiegen die Ausführungen des Lehrers. Im lebhaften Hin und Her von Frage, Antwort und wieder darauf bezugnehmende Frage werden Sachverhalte herausgearbeitet.

### Buch I
In Buch I wird zunächst die Definition der Musik als Wissenschaft gegen den Gesang der Nachtigall, aber auch gegen die Kunstfertigkeit der Bühnenkünstler (cantores theatricos) abgegrenzt, die als weniger wertvoll angesehen werden. Augustinus möchte die Rhythmik auf die Arithmologie und die Schönheit der Zahlen zurückführen, daher erarbeitet er einiges Wissen der Arithmetik, wie die Definition der geraden und ungeraden Zahlen und mehrere unendliche Zahlenreihen. Die Ausführungen über die Zahlenfolge 1, 2, 3, 4 – die Tetraktys – sind pythagoräisches Gedankengut. Vergleicht man seine Ausführungen mit mehreren Lehrbüchern aus der römischen Kaiserzeit, wie etwa dem des Nikomachos von Gerasa, so ist nur das Grundlegendste und Einfachste dargestellt.

### Buch II bis V
In diesen Büchern finden sich die fachlichen Aussagen des Autors zum rhythmischen Teilbereich der Musik. Augustinus unterscheidet zunächst zwischen Grammatik und Musik und postuliert für die Musik die vernunftsmäßige Betrachtung, während die Grammatik der Tradition folge (Buch II, Kap. 1). Der kleinsten Einheit, der Silbe (syllaba) gibt er in Musik und Grammatik das Eigenschaftspaar kurz-lang. Damit steht er im Gegensatz zu den hellenistischen Musiktheoretikern wie Aristeides Quintilianus aber auch zum  zeitnahen Martianus Capella, der bei Musik von Hebung-Senkung (arsin et thesin) spricht. Einige wenige Male benutzt er allerdings das  Begriffspaar Aufschlag-Niederschlag (levatio-positio) (Buch II, Kap. 10). Die Silben werden zu Füßen (pedes) zusammengestellt und 28 Füße vom zweizeitigen Pyrrhichius bis zum achtzeitigen Dispondeus von der hellenistischen Musiklehre und Grammatik übernommen (Buch II, Kap. 8)
Zu Beginn des Buch III schreibt Augustinus noch, dass der Rhythmus ein Teilgebiet der Musik sei. Wenig später definiert er aber den Rhythmus als eine Folge bestimmter Füße, das Metrum als eine Folge bestimmter Füße in bestimmter Begrenzung und den Vers als ein Metrum in bestimmter Gliederung (Buch III, Kap. 1, 2), so dass jeder Vers ein Metrum und jedes Metrum ein Rhythmus ist, aber nicht umgekehrt. Hiermit verlässt Augustinus den Bereich der Musik und beschäftigt sich im Folgenden mit der kunstvollen Komposition der Sprache. Eine wichtige Rolle spielt dabei die Pause: certum atque dimensum intervalli silentium – die gewisse abgemessene Pause des fehlenden Zwischenraums (Buch III, Kap. 8).
An vielen Beispielen antiker Dichter erläutert Augustinus in Buch II bis V die Regeln für das Verbinden verschiedener Rhythmen und Metren. Insbesondere der Beginn der Aeneis arma virumque cano... wird immer wieder herangezogen. Insgesamt schreibt Augustinus keine vollständige Abhandlung der Rhythmik (in der Musik), sondern stützt sich auf die Kenntnisse der Metrik, die er aus seinem früheren Beruf als Grammatiker und Redner gegenwärtig hat. Eine ähnliche Abgrenzung Rhythmus-Metrik konnte er schon bei dem römischen Grammatiker Quintilian finden, ebenso die Namen und Beschreibung der Füße und Gesetze für die Mischung verschiedener Füße und Metren.

### Buch VI
Buch VI geht nach heutigem Musikverständnis über die Form und den Anspruch eines musikalischen Fachbuches hinaus. Es handelt sich vielmehr um eine philosophische, ja religiöse Abhandlung. Möglicherweise ist der Grund hierfür, dass Augustinus dieses Buch als einziges im Jahr 408 bis 409 überarbeitet hat und zu diesem Zeitpunkt eine andere Grundhaltung gewonnen hatte.
Von Kapitel 2 bis Kapitel 9 definiert Augustinus 5 Gattungen (genera) in Zusammenhang mit der Musik: Klang, Gehörsinn, Akt des Ausführenden, Gedächtnis, Urteil des Hörenden. Ihre Beschreibung führt zu fundamentalen und neuen Erkenntnissen der Musikpsychologie. Bei seinen Vorstellungen von der Seele, die diese Musikrezeption leistet (Buch VI, Kap. 5), fließt allerdings auch neuplatonisches Gedankengut ein.
In den letzten Kapiteln verbindet Augustinus die Tonkunst mit theologischen Themen. Er behandelt unter anderem die vier Tugenden, die Überwindung der zeitlichen Dinge, die Hoffart als Hauptsünde, den Sinn des Leidens und der Sünde.

## Überlieferung und Weiterleben
Der Traktat De musica war im Mittelalter weit verbreitet. 34 Handschriften haben sich erhalten, darunter als älteste aus dem 9. Jahrhundert der Bibl. cap. 52 in Ivrea. Erst die dritte erweiterte Ausgabe des ersten Augustinusdrucks, erschienen 1491 bei Dionysiua Bertochus in Venedig, enthielt die Schrift. Cassiodorus verweist in seinen Institutiones divinarum et saecularium litterarum auf das Werk des Augustinus, benutzt ihn allerdings inhaltlich nicht. Die Definition in Buch 1, musica est scientia bene modulandi (Musik ist die Kenntnis von der rechten Gestaltung), wurde das ganze Mittelalter hindurch von zahlreichen Autoren verwendet und abgewandelt, zunächst in lateinischer Sprache, später in verschiedenen Nationalsprachen. Obwohl Augustinus nicht der Autor dieser Definition ist, war sein Name und seine Autorität doch mit ihr verbunden.
Die Bücher 2 bis 5 wurden im Mittelalter kaum rezipiert. Erst im 16. Jahrhundert bildeten sie eine Quelle für das Buch De musica des Francisco de Salinas. 1937 erst erschien schließlich die erste Übersetzung in die deutsche Sprache durch Carl Johann Perl.

## Textausgaben und Übersetzungen
- Carl Johann Perl: Aurelius Augustinus – MUSIK. Heitz & Cie, Strassburg u. a. 1937 (spätere Auflagen in der Deutschen Augustinus-Ausgabe, Schöningh, Paderborn).
- Aurelius Augustinus: De musica: Bücher I und VI. Vom ästhetischen Urteil zur metaphysischen Erkenntnis (lateinisch – deutsch). Eingeleitet, übersetzt und mit Anmerkungen versehen von Frank Hentschel. Meiner, Hamburg 2002.
- Der lateinische Text steht online zur Verfügung.